# Дом Рыбальского

Дом Рыба́льского — памятник истории и архитектуры 18 столетия в Киеве, одна из двух Киевских усадеб Георгия Рыбальского — Киевского войта в 1797—1813 годах. Находится возле Флоровского монастыря, по адресу ул. Притиско-Никольская, 5.
Здание построено в первой половине 18 столетия, вероятно, Иваном Григоровичем-Барским в стиле казацкого барокко.
Изначально здание было одноэтажным, каменным. Под ним находились подвалы, образовывавшие подземный этаж. Со временем дом был перестроен.
После смерти Георгия Рыбальского в 1813 году дом перешёл в наследство его потомкам, а в 1857 году здание выкупили частные предприниматели, достроившие рядом двухэтажную пристройку.
Дом Рыбальского — одно из немногих гражданских сооружений Киева, уцелевших в разрушительном пожаре на Подоле 1811 года.